# Crypsis factorovskyi
Crypsis factorovskyi är en gräsart som beskrevs av Alexander Eig. Crypsis factorovskyi ingår i släktet kurragömmagrässläktet, och familjen gräs. Inga underarter finns listade i Catalogue of Life.